# Nicola Pfund
Pour les articles homonymes, voir Pfund.
Nicola Pfund, né le 7 novembre 1960 à Sorengo, est un écrivain et blogueur suisse de langue italienne.

## Biographie
Originaire du canton de Schaffhouse est né à Sorengo (canton du Tessin). Après des études magistrales, il obtient le diplôme de bibliothécaire-documentaliste puis de professeur de culture générale. Il enseigne actuellement dans une école professionnelle et collabore avec plusieurs journaux comme journaliste sportif. Parmi ses livres, des récits de voyage à vélo en Suisse,.
En 2012 il crée un blog dans le domaine du sport (triathlon, écologie et éthique sportive) qui est devenu rapidement l'un des plus suivis des blogs sportifs en langue italienne.

### Prose
- La Svizzera in bicicletta, Lugano, Fontana, 2008.

### Documentation
- Triathleta per passione: viaggio alla scoperta di uno sport affascinante, Lugano, Fontana, 2003.
- Breganzona: echi dalla collina di ponente, Lugano, Fontana, 2005.
- Sui passi in bicicletta[4], Lugano, Fontana, 2012.
- La filosofia del Jogger[5],[6], Bellinzona, Salvioni, 2012.
- A-Z fitness: sport, benessere, salute, Lugano, Fontana Edizioni, 2013.
- La caduta degli idoli: riflessioni sul mondo dello sport, NP Promotion Sport, 2014.
- Allenare il corpo, allenare la mente: gli sport di resistenza come palestra di vita, Florence, Giunti Editore, 2015.
- In bicicletta su e giù per il Ticino: 26 salite imperdibili alla scoperta di un territorio, Lugano, Fontana, 2017.
- Guida letteraria della Svizzera italiana. Distretto di Lugano, Bellinzona, DECS, 2021.
- StraLugano: 15 anni di corsa (2006-2021), Associazione StraLugano, 2022.

### Didactique
- Fare ricerca a scuola: notizie utili per svolgere piccole o grandi ricerche a scuola[7], Lugano, GLIMI, 2010.
- L'ABC del perfetto ricercatore, Lugano, Fontana, 2007.

## Entretiens
- Entretien à la RSI
- Interview sur tio.ch